# La Roche-Derrien
Pour les articles homonymes, voir La Roche.
La Roche-Derrien [la ʁɔʃ dɛʁjɛ̃] (en breton Ar Roc'h-Derrien ou ar Roc'h ou encore Kêr ar Roc'h) est une ancienne commune du département des Côtes-d'Armor, dans la région Bretagne, en France. Elle est aujourd'hui commune déléguée de la commune de La Roche-Jaudy.
Ses habitants sont appelés les Rochois, en français, et Roc'hiz en breton.

## Géographie
La Roche-Derrien se trouve située au fond de la ria du Jaudy, à l'endroit de rencontre, deux fois par jour, de l'eau douce et de l'eau de mer. Elle se caractérise à l'origine par une éminence située au-dessus de ce lieu de contact, qui a justifié ensuite le passage à gué, le pont, puis le château médiéval.

## Toponymie
Le nom de la localité est attesté sous les formes castrum de rupe vers 1165, La Roche Derian en 1405, La Rochederien en 1434, Rocha Deryani en 1444.
La Roche-Derrien doit son nom au comte Derrien, comte de Penthièvre, fils bâtard d'Éon de Penthièvre et neveu du duc régnant, Alain III de Bretagne, qui y fit bâtir un château fort vers 1080 à un endroit surplombant la vallée du Jaudy.
En breton, son nom est indiqué aussi bien en tant que Ar Roc'h Derrien que Ker Roc'h.

## Histoire

### Antiquité
À l'époque gallo-romaine, La Roche fait partie du territoire du Pommeratum du Jaudy (aujourd'hui Pommerit-Jaudy), à l'endroit de passage de la rivière Jaudy par la route gallo-romaine de Guingamp à Plougrescant vers le nord, Lannion vers l'ouest, et Carhaix (Vorgium) vers le sud.

### Moyen-Âge
La Roche-Derrien doit son nom à l'érection d'un château en faveur de Derrien, juveigneur de Goëllo, au début du XIe siècle.
L'habitat s'est étendu au pied de ce château et l'agglomération était cernée d'une muraille attestée dès le XIIIe siècle. La création d'un bourg autour de l'église, prévue à la fin du XIIe siècle, n'a pas eu l'effet escompté et l'église est restée isolée, hors de l'agglomération.
La bataille de la Roche-Derrien opposa les Bretons du parti de Jean de Montfort, frère du feu duc Jean III de Bretagne, soutenus par des troupes anglaises, aux troupes françaises et bretonnes menées par Charles de Blois le 18 juin 1347 pendant la Guerre de succession de Bretagne.
Charles de Blois met le siège devant le château de la Roche-Derrien. Croyant en la victoire, ses troupes relâchent leur surveillance. Richard Tousteham, capitaine de la place, fait demander des renforts à Thomas Dagworth, qui dans la nuit du 17 juin surprend les Bretons de Charles de Blois. La garnison du château accourt et participe à l'encerclement entraînant la défaite de Charles. Blessé, il est fait prisonnier avec les Beaumanoir, Lohéac, etc. Parmi les morts on dénombre : Quintin, Rohan, Châteaubriand, etc. Charles n'échappa à une exécution sommaire que grâce à l'intervention de Tanguy du Chastel dont il avait pourtant assassiné les fils sous les murs de Brest.

### LeXXesiècle

#### Les guerres duXXesiècle
Le monument aux Morts porte les noms des 59 soldats morts pour la Patrie :
- 49 sont morts durant la Première Guerre mondiale.
- 9 sont morts durant la Seconde Guerre mondiale.
- 1 est mort durant la Guerre d'Algérie.

En mai 1941, Jean-Baptiste Legeay aida deux soldats britanniques, Harry Pool et Donald Campbell, cachés depuis la débâcle dans la région de La Roche-Derrien à rejoindre à Nantes une filière d'évasion.
Le monument aux morts de La Roche-Derrien porte les noms de 9 personnes mortes pour la France pendant la Seconde Guerre mondiale ; parmi elles, au moins deux résistants morts en déportation :Émile Tanguy et Jean L'Hénoret. Trois au moins (Guy Galifot, Louis Riou et Georges Jézéquel) sont des soldats ou marins disparus en mer.

### LeXXIesiècle
Le 1er janvier 2019, la commune fusionne avec Hengoat, Pommerit-Jaudy et Pouldouran pour former la commune nouvelle de La Roche-Jaudy dont la création est actée par un arrêté préfectoral du 29 octobre 2018.

## Politique et administration

### Liste des maires
| Période                                  | Période                | Identité                         | Étiquette    | Qualité |
| ---------------------------------------- | ---------------------- | -------------------------------- | ------------ | --- |
| Les données manquantes sont à compléter. |                        |                                  |              | |
| 1809                                     | 1812                   | Alain Le Roux                    |              | |
| 1812                                     | ?                      | P. Gicquel                       |              | |
| Les données manquantes sont à compléter. |                        |                                  |              | |
| ?                                        | 1847                   | Aimé Guyomar                     |              | |
| 1848                                     | 1871                   | Pierre Marie Kerroux (1806-1871) |              | Notaire, propriétaire Conseiller d'arrondissement                                                                                             |
| Les données manquantes sont à compléter. |                        |                                  |              | |
| 1881                                     | 1882                   | M. Le Cuziat                     |              | |
| 1882                                     | 1886 (décès)           | Augustin Le Provost de Launay    |              | |
| 1886                                     | 1888                   | François Loyer                   |              | Médecin |
| 1888                                     | 1893                   | Y. M. Gélard                     |              | |
| 1893                                     | 1895                   | Joseph Fleury                    |              | |
| 1895                                     | mai 1896               | François Loyer                   |              | Médecin |
| mai 1896                                 | décembre 1919          | Joseph Le Rolland                | Rad.         | Médecin Conseiller général de La Roche-Derrien (1895 → 1922)                                                                                  |
| décembre 1919                            | mai 1935               | Pierre Loyer                     |              | Médecin |
| mai 1935                                 | 1944                   | François Le Bitoux (1889-1945)   | Rad.         | Vétérinaire, résistant Conseiller d'arrondissement (1928 → 1934) Chevalier de la Légion d'honneur à titre posthume (1953) Mort en déportation |
| 1944                                     | ?                      | Jean-Pierre Gélard               |              | |
| ?                                        | avril 1948 (démission) | M. Ollivier                      |              | |
| avril 1948                               | mai 1953               | Anne Taïb-Le Bitoux (1920-2003)  |              | Chirurgien-dentiste Fille de François Le Bitoux                                                                                               |
| mai 1953                                 | mars 1971              | François Clec'h (1924-2011)      | DVG puis PSU | Médecin Conseiller général de La Roche-Derrien (1955 → 1961) Cousin de la précédente                                                          |
| mars 1971                                | juin 1995              | Paul Le Monier (1930-2021)       | DVD          | Notaire |
| juin 1995                                | mars 2008              | Hervé Pondaven                   | DVD          | Professeur d'économie Président de la CC du Pays Rochois (1995 → 2001)                                                                        |
| mars 2008                                | décembre 2018          | Jean-Louis Even                  | PS           | Adjoint technique Vice-président de la CC du Pays Rochois (2008 → 2012) Maire de La Roche-Jaudy (2019 → )                                     |

### Liste des maires délégués
| Période        | Période  | Identité          | Étiquette | Qualité |
| -------------- | -------- | ----------------- | --------- | --- |
| 7 janvier 2019 | En cours | Arnaud Pariscoat, |           | Conseiller technique, ancien premier adjoint Président de la CC du Haut-Trégor (2014 → 2016) 8e vice-président de Lannion-Trégor Communauté (2017 → 2020) |

## Démographie
L'évolution du nombre d'habitants est connue à travers les recensements de la population effectués dans la commune depuis 1793. Pour les communes de moins de 10 000 habitants, une enquête de recensement portant sur toute la population est réalisée tous les cinq ans, les populations de référence des années intermédiaires étant quant à elles estimées par interpolation ou extrapolation. Pour la commune, le premier recensement exhaustif entrant dans le cadre du nouveau dispositif a été réalisé en 2005.

En 2016, la commune comptait 1 075 habitants, en évolution de +6,44 % par rapport à 2010 (Côtes-d'Armor : +1,78 %, France hors Mayotte : +2,11 %).
| 1793 | 1800  | 1806  | 1821  | 1831  | 1836  | 1841  | 1846  | 1851  |
| ---- | ----- | ----- | ----- | ----- | ----- | ----- | ----- | ----- |
| 960  | 1 102 | 1 082 | 1 176 | 1 344 | 1 433 | 1 614 | 1 756 | 1 688 |

| 1856  | 1861  | 1866  | 1872  | 1876  | 1881  | 1886  | 1891  | 1896  |
| ----- | ----- | ----- | ----- | ----- | ----- | ----- | ----- | ----- |
| 1 770 | 1 738 | 1 765 | 1 620 | 1 540 | 1 502 | 1 426 | 1 368 | 1 323 |

| 1901  | 1906  | 1911  | 1921  | 1926  | 1931  | 1936  | 1946  | 1954 |
| ----- | ----- | ----- | ----- | ----- | ----- | ----- | ----- | ---- |
| 1 269 | 1 238 | 1 225 | 1 049 | 1 031 | 1 026 | 1 010 | 1 106 | 933  |

| 1962 | 1968 | 1975 | 1982 | 1990 | 1999  | 2005  | 2006  | 2010  |
| ---- | ---- | ---- | ---- | ---- | ----- | ----- | ----- | ----- |
| 967  | 946  | 971  | 963  | 883  | 1 012 | 1 069 | 1 086 | 1 010 |

| 2015  | 2016  | - | - | - | - | - | - | - |
| ----- | ----- | - | - | - | - | - | - | - |
| 1 058 | 1 075 | - | - | - | - | - | - | - |

## Langue bretonne
L’adhésion à la charte Ya d’ar brezhoneg a été votée par le conseil municipal le 21 mars 2018.

## Lieux et monuments
- l'église Sainte-Catherine.
- la chapelle Notre-Dame de Pitié
- Chapelle Saint-Jean
- la maison, 2 place du Martray, inscrite partiellement (façade) au titre des monuments historiques par arrêté du 20 janvier 1926[22].
- la chapelle Notre-Dame du Calvaire

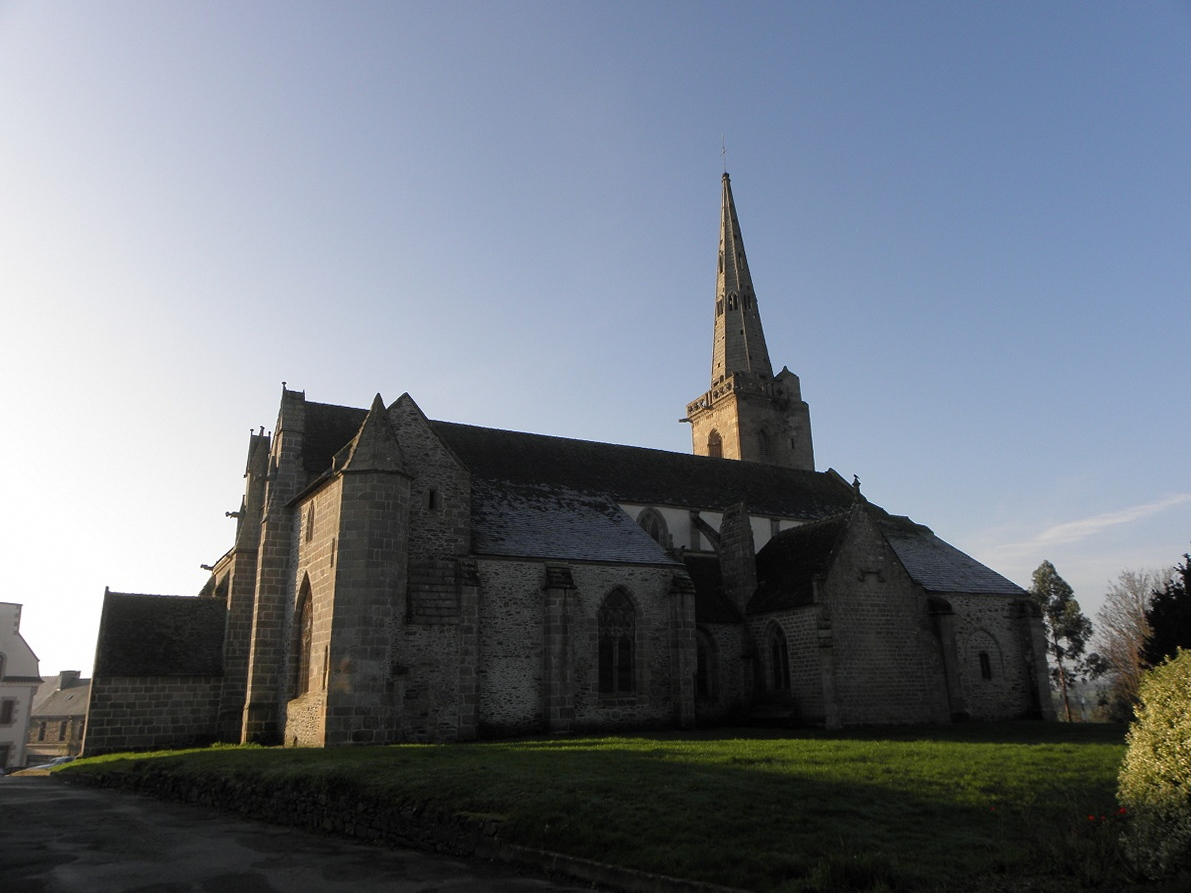
L'église paroissiale Sainte-Catherine.
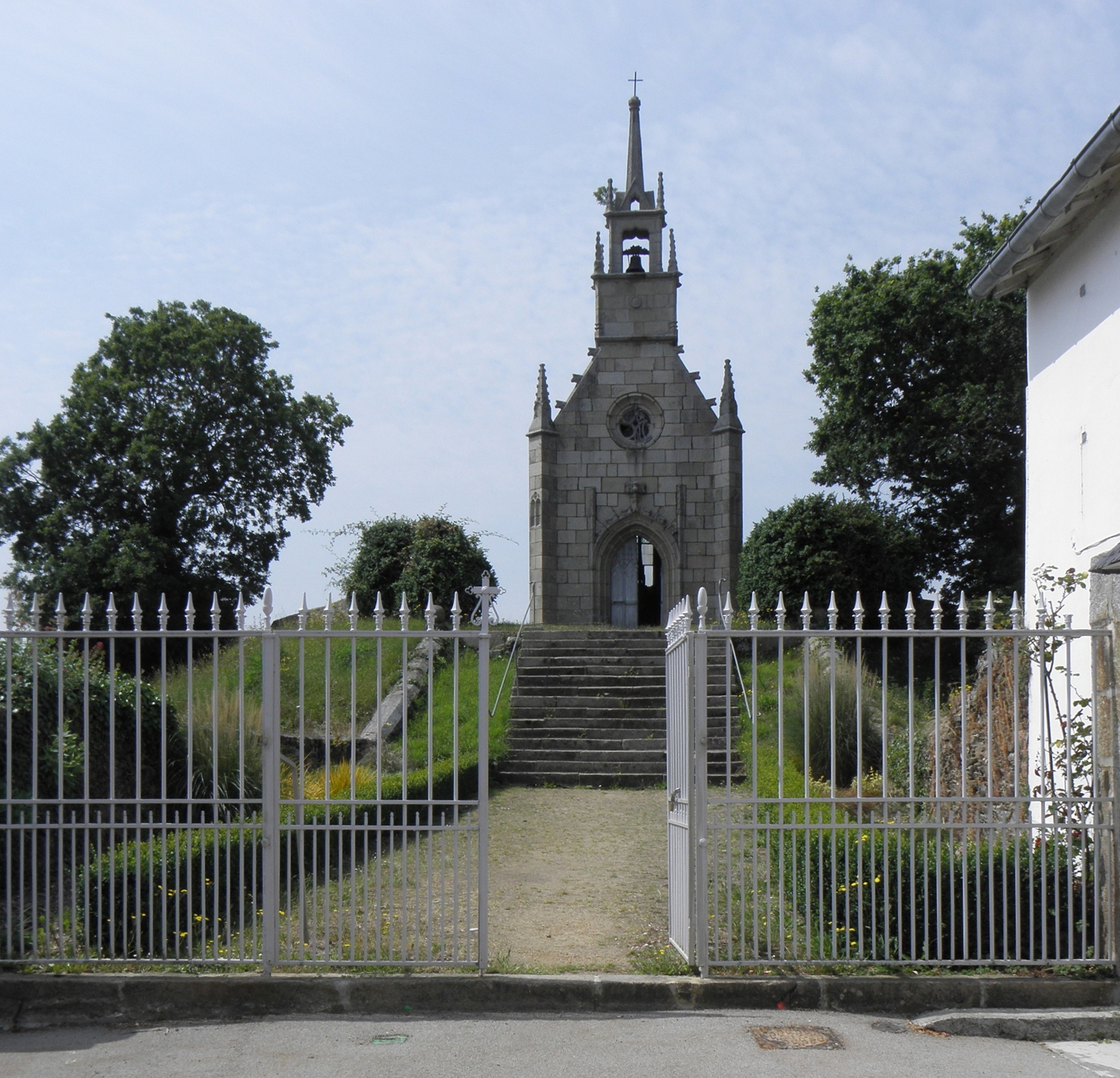
La chapelle du Calvaire, sur la base de la tour de l'ancien château.
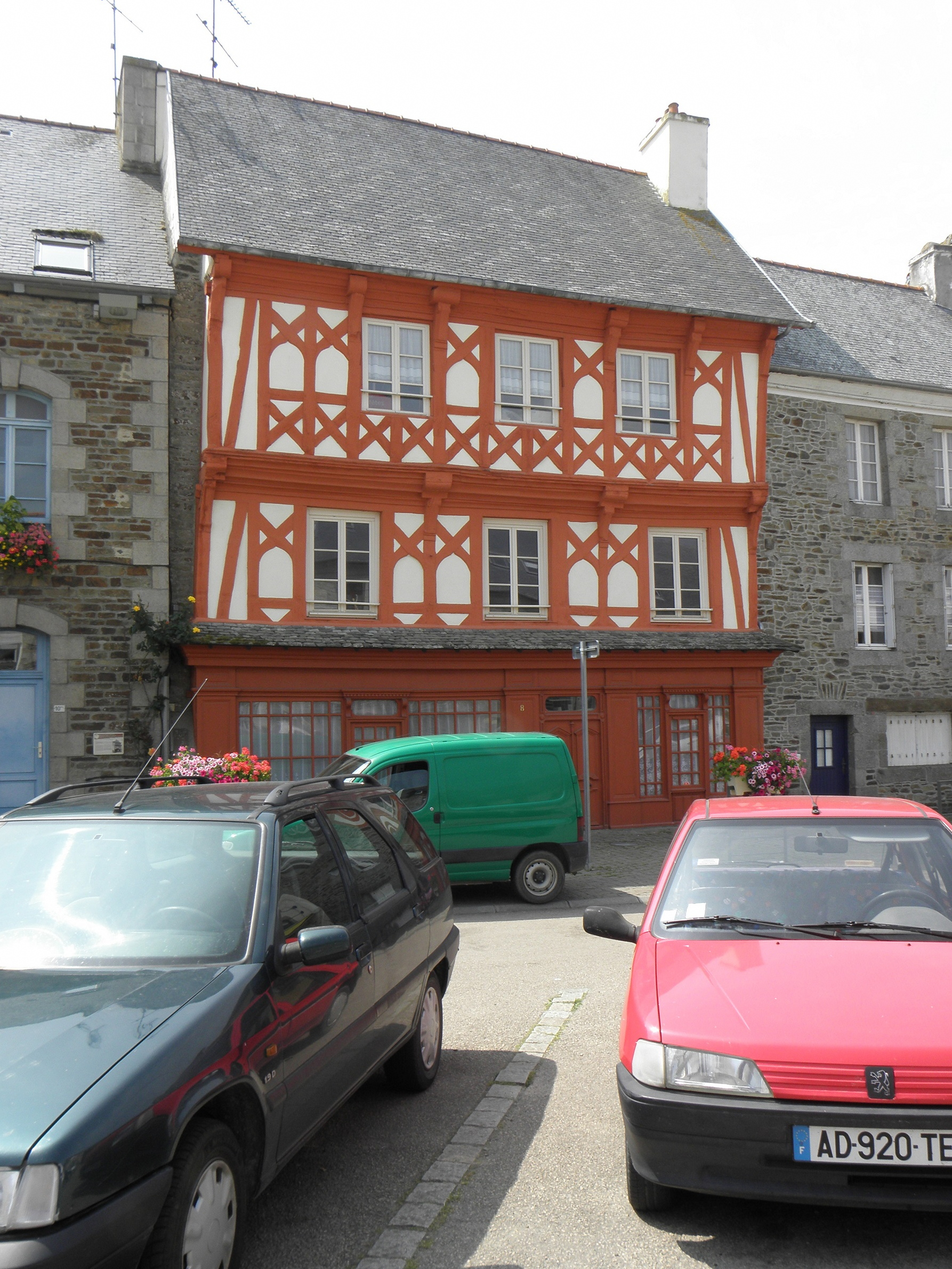
La maison, 2 place du Martray en 2013.

## Personnalités liées à la commune
- Antoine Vistorte (1758 à La Roche-Derrien - 1842 à Guingamp) homme politique, député des Côtes-du-Nord au Conseil des Cinq-Cents.
- Ernest Le Barzic, professeur, linguiste bretonnant, historien.
- Narcisse Quellien (1848 à La Roche-Derrien - 1902), poète et ethnographe de langue bretonne.

## Le tunodo
On désigne sous ce nom un argot local de breton, éteint au début des années 1960.

### Articles connexes

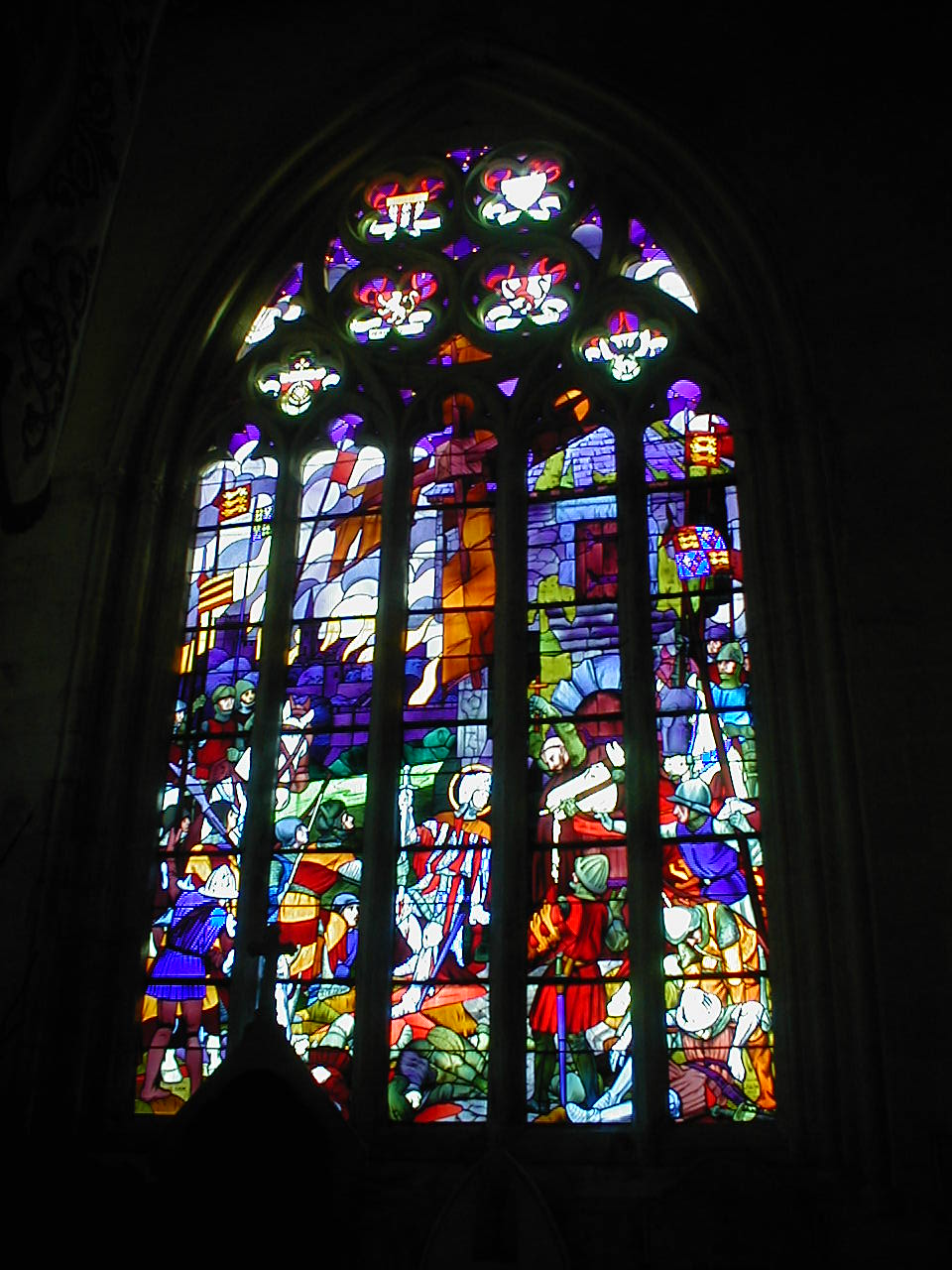
Bataille de La Roche-Derrien. (Église Sainte-Catherine de La Roche-Derrien).